# Gabriel Amat Ayllón
Gabriel Amat Ayllón (El Pozuelo, Granada, 3 de agosto de 1944) es un político español, actual alcalde de Roquetas de Mar (Almería). Fue presidente del Partido Popular de Almería desde el 16 de julio de 2004 hasta abril de 2021, cargo que renovaría en mayo de 2017 con un 98,9 % de apoyos al no presentarse ningún rival. Además, fue presidente de la Diputación Provincial de Almería entre 2011 y 2018.

## Biografía
Cuando llegó con su familia a Almería desde El Pozuelo, pedanía del municipio granadino de Albuñol, comenzó a trabajar como agricultor y posteriormente en la construcción de invernaderos. En la actualidad aún posee tierras de cultivo en invernadero y también ha dirigido su visión empresarial hacia la venta de vehículos. Tiene concesionarios Volkswagen y Skoda en la provincia de Almería con una plantilla de 300 trabajadores que gestiona su hija.
Es afiliado del PP desde 1978 (entonces Alianza Popular). En 1979 fue elegido concejal en el Ayuntamiento de Roquetas de Mar. Volviendo a la política activa en los comicios de 1986 cuando de nuevo volvió a formar parte del equipo de gobierno como concejal delegado de Urbanismo. En 1991 volvió a ser elegido concejal y fue portavoz de su grupo durante esa legislatura. En las elecciones de 1995, el Partido Popular, obtuvo la alcaldía del municipio, con mayoría simple, pasando por tanto a ser alcalde. En los comicios siguientes, en junio de 1999, logró mayoría absoluta, obteniendo 11 de los 21 concejales. 
Además de ser presidente provincial del PP desde 2004, Gabriel Amat también es miembro de la Junta Directiva Nacional del Partido Popular desde el 31 de enero de 1999, y miembro del Comité Regional y Presidente de la Comisión Electoral Regional desde el 21 de septiembre de 2008. 
En las elecciones municipales de 2003, la lista del PP encabezada por Gabriel Amat logró 17 de los 25 concejales electos. En esta consulta el número de concejales de la Corporación pasó de 21 a 25 porque el municipio sobrepasó los 50 000 habitantes. En la consulta electoral del 27 de mayo de 2007, la candidatura de Gabriel Amat volvió a conseguir el mismo número de concejales. 
En las elecciones municipales de 2011 volvió a ganar las elecciones consiguiendo 16 concejales.
En las elecciones de mayo de 2015, la candidatura de Gabriel Amat pasa a tener 12 concejales, perdiendo la mayoría absoluta. El 13 de junio de ese año, en el acto de investidura, Amat toma posesión como alcalde por sexta legislatura consecutiva con mayoría simple. La abstención de los tres ediles de Cs permitió que finalmente el Partido Popular volviese a gobernar el Ayuntamiento de Roquetas de Mar.
En diciembre de 2018 renunció a ser presidente de la Diputación de Almería, siendo sustituido por el popular Javier Aureliano García.
En las elecciones de 2019 perdió la mayoría absoluta otra vez y gracias a una coalición con Vox  volvió a mantener el poder.